# قلعه لشتان

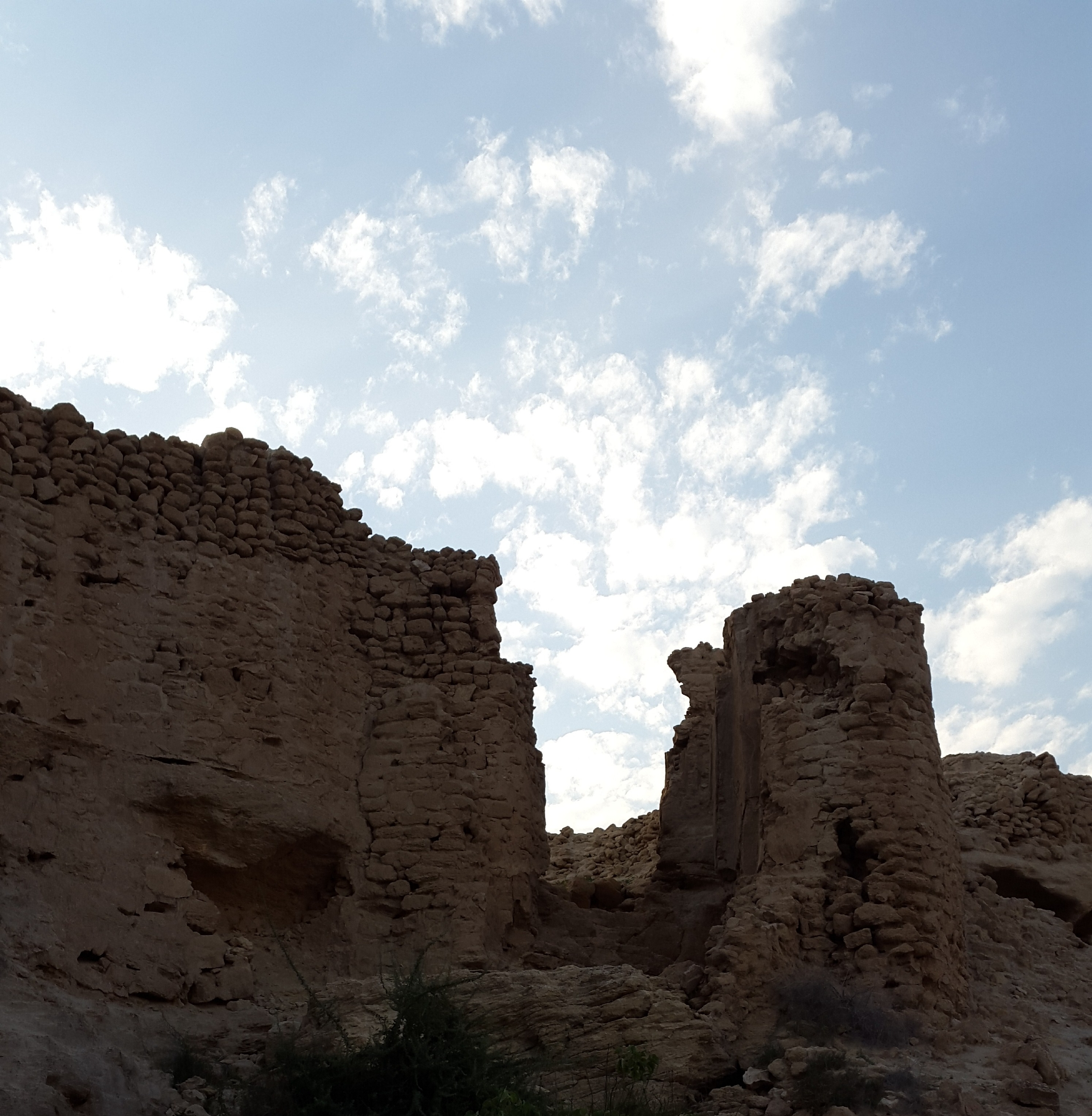

قلعه لشتان نام قلعه‌ای است بر فراز کوه «شاهینکوه» در بخش مرکزی شهرستان بندر لنگه و از نقاط دیدنی استان هرمزگان در جنوب ایران است. «قلعه لشتان» در شش کیلومتری شمال شرقی شهرستان بندر لنگه و در شمال روستای بارچاه واقع شده‌است.

## پیشینه
تاریخ بنای این قلعه به سدهٔ نهم هجری بر می‌گردد. قلعه لشتان در دوران گذشته و در جنگ‌های محلی نقش مهمی داشته‌است. در دوران قدرت پرتغالی‌ها بر خلیج فارس در محاذات این قلعه در کرانهٔ دریای بندرلنگه قلعه‌ای ساخته بودند و مقر حکم و فرماندهی خود قرار داده بودند. آثار این قلعه هنوز در لب دریا و نزدیکی شهر بندرلنگه باقی مانده‌است و نزد مردم و اهالی منطقه به‌نام «قـَلعُـوْ» معروف است. اما در اصل نام این قلعه «الفِیتور» نامگذاری کرده بودند. با توجه به تاریخ مذکور، گروهی معتقدند که ساخت این بنا به زمان سلطه و قدرت پرتغالی‌ها بر خلیج فارس مربوط است. جمعی نیز عقیده دارند این قلعه در عهد هخامنشی احداث شده و بیش از ۲۰۰۰ سال قدمت دارد. در حال حاضر به جز حصاربند و آثار مخروبه دیوارها اثر دیگری از ساختمان قلعه باقی نمانده‌است. در داخل قلعه لشتان چندین قبرستان، ده‌ها آب‌انبار (در اصطلاح محلی: برکه)، انبار آذوقه و آثار فراوان دیگری به جای مانده‌است.

## دخمه‌ها
دخمه‌های سنگی، شبیه به غارهای انسان‌های غارنشین در ارتفاعات مجاور آن وجود دارد که شباهت زیادی به دخمه‌های غارچهل خانه و دخمه‌های فوقانی ارتفاعات شمالی بندر طاهری (سیراف) دارد. در درون قلعه لشتان چندین قبرستان، ده‌ها برکه آب و انبار آذوقه و آثار فراوان دیگری بر جای مانده‌است. دخمه‌های سنگی، شبیه به غارهای انسان‌های غارنشین در ارتفاعات مجاور آن وجود دارد؛ و آثار فراوان دیگری نیز در محوطهٔ قلعه بر جای مانده‌است.

## راه قلعهٔ لشتان
روایت است که از قلعه پرتغالی‌ها که در جنوب بلده کنگ قرار داشته بود تا «قلعه لشتان» که بر فراز کوه «شاهینکوه» در شمال بار چاه واقع است راهی زیر زمینی که قسمتی از این راه مانند تونل ساخته بودند و از کنگ به قلعه لشتان می‌رفتند، مخصوصاً در ایام جنگ و شورش و آشوب، از این راه نیز ذخیره و مهمات و آذوقه برای کسانی که در قلعه لشتان سنگر گرفته بودند، می‌رساندند. گفتاره‌است که این تونل تا حدود کوه‌های مغویه نیز ادامه داشته‌است.
در حال حاضر آثاری از تونل وجود ندارد، اما از حصار بند و آثار مخروبه دیوارهای قلعه و همچنین بقایا آثار برجی از برج‌های قلعه لشتان در ضلع جنوب غربی قلعه بر فراز «شاهینکوه» به چشم می‌خورد.